# Borys Antonenko-Dawydowycz
Borys Dmytrowycz Antonenko-Dawydowycz (ukr. Борис Дмитрович Антоненко-Давидович, ur. 23 lipca?/4 sierpnia 1899 na przedmieściach m. Romny, zm. 9 kwietnia 1984 w Kijowie) – ukraiński pisarz.

## Życiorys
W 1917 ukończył gimnazjum w Ochtyrce podjął studia na Wydziale Przyrodniczym Uniwersytetu Charkowskiego, jednak wkrótce przeniósł się na Wydział Historii i Filologii tego uniwersytetu. Z powodu trudności materialnych i częstej zmiany władzy na Ukrainie w latach 1918-1920 nie ukończył studiów, więc kształcił się samodzielnie w bibliotekach. W 1923 zaczął publikować własne dzieła literackie. Pisał opowiadania społeczno-obyczajowe, w 1927 wydał książkę Synia wołoszka, w 1928 Smert', a w 1963 Za parawanem (wyd. pol. 1974). Tworzył także szkice i reportaże (Zemłeju ukrainśkou z 1930) oraz artykuły prasowe. W 1933 przeniósł się do Ałma-Aty. Po zabójstwie Siergieja Kirowa został wraz z wieloma innymi ludźmi uznany za "wroga ludu" i "terrorystę" i 2 stycznia 1935 aresztowany pod zarzutem przynależności do kontrrewolucyjnej organizacji terrorystycznej dążącej rzekomo do obalenia władzy radzieckiej na Ukrainie i przygotowywać terror indywidualny przeciw partii komunistycznej i państwu radzieckiemu. Na podstawie tych zmyślonych zarzutów kazano go na 10 lat łagru. Po wyjściu z obozu przebywał na zesłaniu, skąd powrócił do Kijowa w 1957, po czym wrócił do działalności literackiej. Później opublikował m.in. reportaż Zbrucz (1959). Był jednym z przedstawicieli tzw. rozstrzelanego odrodzenia. W 1989 ukazał się tom jego nowel łagrowych Sybirśki noweły. W 1992, po odzyskaniu niepodległości przez Ukrainę, pośmiertnie przyznano mu Nagrodę im. Tarasa Szewczenki.

## Przekłady utworów Antonenki-Dawydowycza
- Borys Antonenko-Dawydowycz. «Za parawanem». — Warszawa: Czytelnik, 1974. — 225 s. Tłumacz: Stanisław Rychlicki